# Осадкомер

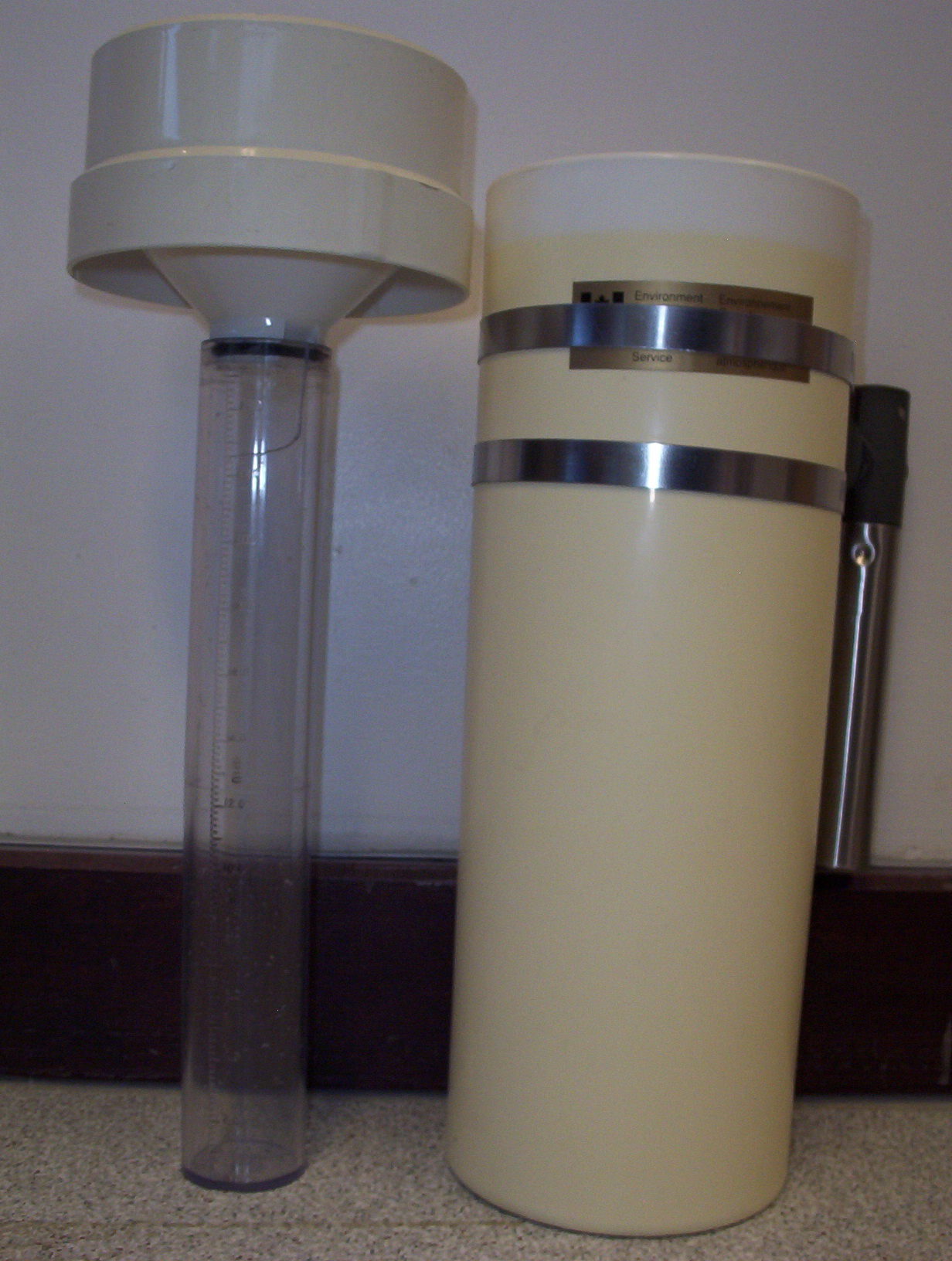
Осадкомер

Осадкомер, дождемер, плювиометр или плювиограф — прибор для измерения атмосферных жидких и твёрдых осадков.

## Устройство осадкомера Третьякова
Комплект осадкомера состоит из двух металлических сосудов для сбора и сохранения выпадающих осадков, одной крышки к ним, тагана для установки осадкомерных сосудов, ветровой защиты и двух измерительных стаканов.

## Плювиограф
Прибор, предназначенный для непрерывной регистрации количества и интенсивности выпадающих жидких осадков с привязкой ко времени (начало осадков, окончание и т.д.).